# Meritorious Service Medal (Vereinigte Staaten)

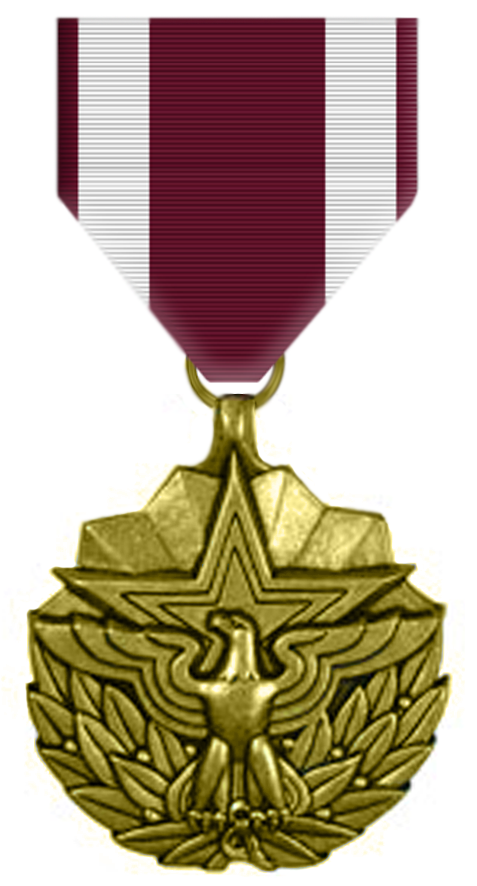
Meritorious Service Medal

Die Meritorious Service Medal ist eine hohe militärische Auszeichnung der US-Streitkräfte.
Diese Auszeichnung besteht seit dem 16. Januar 1969. Sie wird inzwischen von den US-amerikanischen Streitkräften auch an Offiziere und hochrangige Unteroffiziere verbündeter Armeen als Anerkennung für besonders gute Zusammenarbeit im Rahmen multinationaler Operationen und Stäben unter US-amerikanischer Führung verliehen.
In der protokollarischen Rangordnung (Order of Precedence) liegt sie unter der Defense Meritorious Service Medal und über der Air Medal.